# 大南國疆界彙編
《大南國疆界彙編》（越南语：／），又名《大南疆界彙編》、《大南疆界彙編略抄》和《大南疆界》，是越南阮朝同慶年間官修的一部地理志，共七卷，由黃有秤編輯，阮有度、潘廷評、阮述、黃有常審定。

## 背景
嗣德年間，嗣德帝曾下令編纂《大南一統志》，但書尚未完成，便爆發了勤王運動，書稿在動亂中散失。隨後，越南淪為法國殖民地。《大南實錄正編第六紀》記載，當時法國人出資搜集越南各類地志，阮朝官員認為，法國人遠隔重洋，尚且關注越南的山川地理，本國人更應該關注自身的地理情況。於是同慶帝在同慶元年（1886年）下令編纂《大南國疆界彙編》，由黃有秤充任董理，專職負責修書。次年（1887年），黃有秤進呈《大南國疆界彙編》。

## 內容
《大南國疆界彙編》共七卷，正文前有進書表、凡例和目錄。前六卷分省敘及行政沿革和省域四至，每個省份後面附有該省地圖，第六卷最後附有鎮西城的資料。第七卷則收錄《疆界諸說異同》、《疆界辨疑諸說》、《現夾諸國附錄》和《原國附錄》等考證資料。

## 流傳情況
越南河内和法国亚洲协会均藏有该书抄本，但流传不广。近年来才有学者在论文中引用该书。